# Lavrentije Trifunović
Lavrentije o Laurenty —nacido como Živko Trifunović— (Bogoštica, 27 de enero de 1935-Belgrado, 23 de enero de 2022) fue un ministro religioso serbio, obispo ortodoxo de Šabac desde 2006 hasta su fallecimiento.

## Biografía
Se graduó en el seminario de San Sava de Serbia en Belgrado y estudió en el Departamento de Teología de la Universidad de Belgrado. Luego, trabajó durante dos años en varias parroquias ortodoxas en Belgrado, tras lo cual fue trasladado para trabajar como profesor en el monasterio de Krka en el que permaneció durante dos años y medio.
En 1967 fue nombrado obispo auxiliar de la ciudad metropolitana de Belgrado. En 1969 fue trasladado a una catedral de la Europa occidental y posteriormente trasladado a una catedral de Australia y después a otra de Nueva Zelanda para estar al servicio de la comunidad serbia ortodoxa.
El 23 de julio de 1989 fue trasladado a Yugoslavia, actual Serbia. Dio conferencias tanto teológicas como abiertas para todo aquel que deseara asistir; editó una revista dedicada a temas misioneros y escribió artículos sobre temas religiosos. Desde 2006 fue obispo de Sac Sabat y tiene tratamiento de Su Gracia.
Hablaba inglés, serbio, ruso y alemán. Se consideraba monárquico, ya que pensaba que la monarquía de Serbia debe colaborar estrechamente con la Iglesia ortodoxa serbia. También apoya el movimiento ecuménico; se reunió con el papa Juan Pablo II en alguna ocasión y participó en oraciones ecuménicas en Asís, en las que, además de representantes de las denominaciones cristianas, participaron budistas y animistas.
El 16 de diciembre de 2017 bautizó al primer miembro de la nueva generación de príncipes de Serbia, a Esteban de Yugoslavia.